# Свиридонов, Геннадий Михайлович
Геннадий Михайлович Свиридонов  (19 февраля 1936, станция Посевная Черепановский район, Новосибирская область — 05 августа 2020, Бийск, Алтайский край) — советский и российский учёный-ботаник, популяризатор науки.
Окончил Бийский лесной техникум. Начал свою трудовую деятельность помощником лесничего. После службы в Советской Армии закончил заочное отделение лесохозяйственного факультета Сибирского технологического института, затем аспирантуру при Биологическом институте Сибирского отделения АН СССР. В 1975 году защитил кандидатскую диссертацию на тему «Важнейшие лекарственные и плодово-ягодные растения Северного Алтая». В 1977—1985 гг. возглавлял лабораторию флоры и растительных ресурсов в НИИ биологии и биофизики при Томском университете. В 1970-е были подготовлены и изданы в Горно-Алтайске книги «Полезные растения Горного Алтая» (1978) и «По горам и долинам Алтая» (в соавторстве с Г. А. Свиридоновой, 1980).
Геннадий Михайлович Свиридонов стал широко известен после публикации в 1980-е годы нескольких изданных массовыми тиражами его научно-популярных книг о растительном мире и использовании человеком возможностей природы: «Лесной огород» (1984, 1987), «Родники здоровья» (1986), «Напитки здоровья» (1990), «Здоровья кладезь — природа» (1990) и других.
После выхода на заслуженный отдых занимался травничеством, активно участвовал в общественной жизни. По свидетельству известного кинооператора и общественного деятеля Анатолия Заболоцкого, они вместе с Геннадием Свиридоновым высадили облепиху для укрепления оврага на горе Пикет в месте установки памятника Василия Шукшина в селе Сростки.